# Paecilaema vittatum
Paecilaema vittatum is een hooiwagen uit de familie Cosmetidae.